# Cincinnati Bengals 2007
La stagione 2007 dei Cincinnati Bengals è stata la 39ª della franchigia nella National Football League, la 42ª complessiva. La squadra non riuscì migliorare il record di 8-8 della stagione precedente scendendo a 7-9 e mancando l'accesso ai playoff per il secondo anno consecutivo.

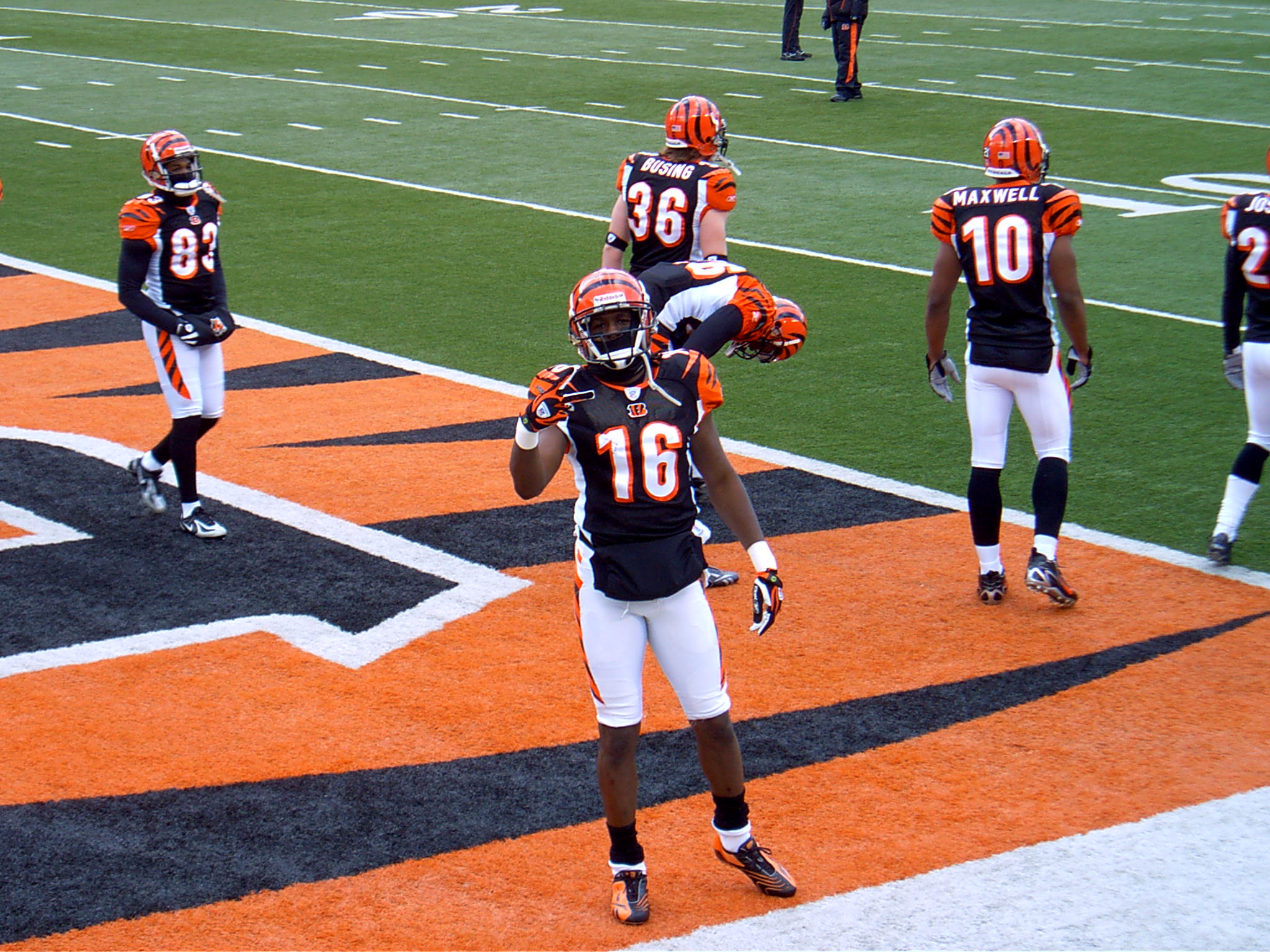
I giocatori di Cincinnati prima della partita del 23 dicembre contro i Cleveland Browns

## Roster
| Roster dei Cincinnati Bengals nel 2007 |
| --- |
| Quarterback - 11 Ryan Fitzpatrick - 9 Carson Palmer - 3 Jeff Rowe Running Back - 31 Jeremi Johnson FB - 32 Rudi Johnson - 33 Kenny Watson - 35 Quincy Wilson Wide Receiver - 83 Antonio Chatman PR - 15 Chris Henry - 16 Glenn Holt KR - 84 T.J. Houshmandzadeh - 85 Chad Johnson - 10 Marcus Maxwell Tight End - 86 Daniel Coats - 82 Reggie Kelly - 80 Nate Lawrie Offensive Linemen - 71 Willie Anderson T - 79 Stacy Andrews G/T - 76 Levi Jones T - 75 Scott Kooistra G/T - 62 Nate Livings G - 65 Dan Santucci C - 69 Alex Stepanovich C - 77 Andrew Whitworth G/T - 63 Bobbie Williams G Defensive Linemen - 68 Jonathan Fanene DE - 91 Robert Geathers DE - 96 Michael Myers DT - 94 Domata Peko DT - 98 Bryan Robinson DE/DT - 92 Frostee Rucker DE - 90 Justin Smith DE - 97 John Thornton DT Linebacker - 93 Rashad Jeanty OLB - 59 Landon Johnson MLB - 57 Dhani Jones OLB - 95 Roy Manning OLB - 50 Jim Maxwell OLB - 51 Corey Mays OLB - 56 Anthony Schlegel MLB Defensive Back - 46 Blue Adams CB - 36 John Busing FS - 29 Leon Hall CB - 28 Dexter Jackson SS - 20 David Jones CB - 22 Johnathan Joseph CB - 41 Chinedum Ndukwe SS - 24 Deltha O'Neal CB - 26 Marvin White FS Special Team - 17 Shayne Graham K - 19 Kyle Larson P - 48 Brad St. Louis LS/TE Lista delle riserve - 55 Ahmad Brooks MLB (IR) - 42 Dan Burks RB (IR) - 27 DeDe Dorsey RB (IR) - 7 Aaron Elling K (IR) - 53 Eric Ghiaciuc C (IR) - 50 Eric Henderson OLB (IR) - 30 Kenny Irons RB (IR) - 44 Herana-Daze Jones FS (IR) - 70 Adam Kieft OT (IR) - 43 Ethan Kilmer FS (IR) - 52 Lemar Marshall OLB (IR) - 58 Caleb Miller OLB (IR) - 23 Chris Perry RB (PUP) - 88 Tab Perry WR (IR) - 99 David Pollack OLB (PUP) - 51 Odell Thurman LB (Sospeso) - 67 Jimmy Verdon DE (NFLE NF-Inj.) - 21 Brandon Williams CB (IR) - 40 Madieu Williams FS (IR) Squadra di allenamento - 66 Titus Adams DT - 81 Bennie Brazell WR (Practice squad/Injured) - 64 Kyle Cook C/G - 87 Tim Day TE (Practice squad/Injured) - 18 Skyler Green WR - 37 Chris Manderino FB - 25 Nick Turnbull S - 74 Dane Uperesa OT - 89 Cooper Wallace TE |
| Legenda - I rookie sono in corsivo. - Il primo ruolo è il principale mentre gli eventuali successivi indicano i ruoli secondari. - (IR) sta per Injured Reserve ed indica la lista ristretta per un solo giocatore infortunato che può tornare ad allenarsi dopo la settimana 6 e a rientrare in prima squadra dopo che questa ha giocato 8 partite. - (NF-Inj.) / (NF-Ill.) stanno rispettivamente per Non-Football Injured e Non-Football Illness ed indicano le liste dove viene inserito un giocatore che ha un infortunio o una malattia non dipendente dal football americano. - (PUP) sta per Physically Unable to Perform ed indica la lista dove viene inserito un giocatore mentre è in attesa di recuperare la condizione fisica. Nella stagione regolare dopo la sesta partita giocata dalla propria squadra, il giocatore ha tempo tre settimane per riprendere ad allenarsi, più tre settimane aggiuntive dal suo rientro agli allenamenti per rientrare in prima squadra. |

## Calendario
| Stagione regolare |                    |                        |                    |                    |                          |                    |
| Turno             | Data               | Avversario             | Risultato          | Record             | Pubblico                 | Sintesi            |
| 1                 | 10 settembre       | Baltimore Ravens       | V 27–20            | 1–0                | Paul Brown Stadium       | Recap              |
| 2                 | 16 settembre       | at Cleveland Browns    | S 45–51            | 1–1                | Cleveland Browns Stadium | Recap              |
| 3                 | 23 settembre       | at Seattle Seahawks    | S 21–24            | 1–2                | Qwest Field              | Recap              |
| 4                 | 1 ottobre          | New England Patriots   | S 13–34            | 1–3                | Paul Brown Stadium       | Recap              |
| 5                 | Settimana di pausa | Settimana di pausa     | Settimana di pausa | Settimana di pausa | Settimana di pausa       | Settimana di pausa |
| 6                 | 14 ottobre         | at Kansas City Chiefs  | S 20–27            | 1–4                | Arrowhead Stadium        | Recap              |
| 7                 | 21 ottobre         | New York Jets          | V 38–31            | 2–4                | Paul Brown Stadium       | Recap              |
| 8                 | 28 ottobre         | Pittsburgh Steelers    | S 13–24            | 2–5                | Paul Brown Stadium       | Recap              |
| 9                 | 4 novembre         | at Buffalo Bills       | S 21–33            | 2–6                | Ralph Wilson Stadium     | Recap              |
| 10                | 11 novembre        | at Baltimore Ravens    | V 21–7             | 3–6                | M&T Bank Stadium         | Recap              |
| 11                | 18 novembre        | Arizona Cardinals      | S 27–35            | 3–7                | Paul Brown Stadium       | Recap              |
| 12                | 25 novembre        | Tennessee Titans       | V 35–6             | 4–7                | Paul Brown Stadium       | Recap              |
| 13                | 2 dicembre         | at Pittsburgh Steelers | S 10–24            | 4–8                | Heinz Field              | Recap              |
| 14                | 9 dicembre         | St. Louis Rams         | V 19–10            | 5–8                | Paul Brown Stadium       | Recap              |
| 15                | 15 dicembre        | at San Francisco 49ers | S 13–20            | 5–9                | Monster Park             | Recap              |
| 16                | 23 dicembre        | Cleveland Browns       | V 19–14            | 6–9                | Paul Brown Stadium       | Recap              |
| 17                | 30 dicembre        | at Miami Dolphins      | V 38–25            | 7–9                | Dolphin Stadium          | Recap              |

## Classifiche
| AFC Central Division    |    |    |   |      |     |      |     |     |     |
|                         | V  | S  | P | %    | DIV | CONF | PF  | PS  | STR |
| (4) Pittsburgh Steelers | 10 | 6  | 0 | .625 | 5–1 | 7–5  | 393 | 269 | S1  |
| Cleveland Browns        | 10 | 6  | 0 | .625 | 3–3 | 7–5  | 402 | 382 | V1  |
| Cincinnati Bengals      | 7  | 9  | 0 | .438 | 3–3 | 6–6  | 380 | 385 | V2  |
| Baltimore Ravens        | 5  | 11 | 0 | .313 | 1–5 | 2–10 | 275 | 384 | V1  |